# Carrie (film din 1976)
Carrie este un film de groază american din 1976 bazat pe romanul cu același nume al lui Stephen King, publicat în 1974. Filmul este regizat de Brian De Palm după un scenariu de Lawrence D. Cohen. Filmul și romanul spun povestea lui Carrie White, o adolescentă timidă care datorită persecuțiilor colegilor de școală și a mamei sale își descoperă o putere înspăimântătoare – telechinezia – și se transformă într-un demon răzbunător. În film interpretează actorii Sissy Spacek, Piper Laurie, Betty Buckley, Amy Irving, Nancy Allen, William Katt, John Travolta, P.J. Soles și Priscilla Pointer.

## Povestea
Carrie White, o nouă colegă în clasa ei, este ostracizată. Mama ei este o femeie exagerat de religioasă care-i impune reguli stricte. Carrie observă că are o putere paranormală, pe care o va folosi ca răzbunare după ce niște copii îi fac o farsă.